# Alkaline Trio
Alkaline Trio je americká punk rocková skupina založená v McHenry, Illinois ve Spojených státech amerických v roce 1996. Jejími členy jsou Matt Skiba, Dan Andriano a Atom Willard. Skupina dosud vydala osm alb, včetně jejich nejnovějšího „Is This Thing Cursed ?“, které vydali v roce 2018.

## Členové

### Současní
- Matt Skiba – zpěv, kytara (1996–dosud)
- Dan Andriano – zpěv, baskytara (1997–dosud)

### Dřívější
- Derek Grant – bicí (2001–2023)
- Rob Doran – baskytara (1996–1997)
- Glenn Porter – bicí (1996–2000)
- Mike Felumlee – bicí (2000–2001)

## Diskografie
- 1998 Goddamnit
- 2000 Maybe I'll Catch Fire
- 2001 From Here to Infirmary
- 2003 Good Mourning
- 2005 Crimson
- 2008 Agony & Irony
- 2010 This Addiction
- 2011 Damnesia
- 2013 My Shame Is True
- 2018 Is This Thing Cursed?